# Hokej na lodzie na Zimowym Olimpijskim Festiwalu Młodzieży Europy 2013
Turniej hokeja na lodzie na Zimowym Olimpijskim Festiwalu Młodzieży Europy 2013 odbywał się praktycznie przez cały czas trwania imprezy. Turniej mężczyzn odbył się w dniach 18-22 lutego. Mecz finałowy turnieju mężczyzn był jednocześnie ostatnim sportowym wydarzeniem przed ceremonią zamknięcia. Spotkania rozgrywano w hali lodowiska olimpijskiego w Braszowie. W rywalizacji udział brało 6 reprezentacji. W rywalizacji uczestniczyli zawodnicy urodzeni w latach 1996 i 1997.

## Faza grupowa
Rozgrywki fazy grupowej rozegrane zostały w dniach 18-20 lutego 2013. Zwycięzcy grup w ostatnim dniu turnieju zagrali w finale, drużyny z drugich miejsc o trzecie miejsce, a ostatnie drużyny fazy grupowej w meczu o piąte miejsce.
Grupa A
| Lp. | Zespół     | M | Pkt | W | WpD | PpD | P | G + | G - | +/- |
| --- | ---------- | - | --- | - | --- | --- | - | --- | --- | --- |
| 1   | Rosja      | 2 | 6   | 2 | 0   | 0   | 0 | 9   | 3   | +6  |
| 2   | Szwajcaria | 2 | 3   | 1 | 0   | 0   | 1 | 6   | 7   | -1  |
| 3   | Łotwa      | 2 | 0   | 0 | 0   | 0   | 2 | 3   | 8   | -5  |

Lp. = lokata, M = liczba rozegranych spotkań, Pkt = Liczba zdobytych punktów, W = Wygrane, WpD = Wygrane po dogrywce lub karnych, PpD = Porażki po dogrywce lub karnych, P = Porażki, G+ = Gole strzelone, G- = Gole stracone, +/- = bilans bramek
| 18 lutego 2013 | Rosja | 6:1 | Szwajcaria | Lodowisko Olimpijskie w Braszowie |

| Godzina: 16:00 |

| 19 lutego 2013 | Szwajcaria | 5:1 | Łotwa | Lodowisko Olimpijskie w Braszowie |

| Godzina: 16:00 |

| 20 lutego 2013 | Łotwa | 2:3 | Rosja | Lodowisko Olimpijskie w Braszowie |

| Godzina: 16:00 |

Grupa B
| Lp. | Zespół    | M | Pkt | W | WpD | PpD | P | G + | G - | +/- |
| --- | --------- | - | --- | - | --- | --- | - | --- | --- | --- |
| 1   | Finlandia | 2 | 6   | 2 | 0   | 0   | 0 | 22  | 4   | +18 |
| 2   | Czechy    | 2 | 3   | 1 | 0   | 0   | 1 | 11  | 11  | 0   |
| 3   | Rumunia   | 2 | 0   | 0 | 0   | 0   | 2 | 1   | 19  | -18 |

Lp. = lokata, M = liczba rozegranych spotkań, Pkt = Liczba zdobytych punktów, W = Wygrane, WpD = Wygrane po dogrywce lub karnych, PpD = Porażki po dogrywce lub karnych, P = Porażki, G+ = Gole strzelone, G- = Gole stracone, +/- = bilans bramek
| 18 lutego 2013 | Finlandia | 10:4 | Czechy | Lodowisko Olimpijskie w Braszowie |

| Godzina: 20:00 |

| 19 lutego 2013 | Rumunia | 0:12 | Finlandia | Lodowisko Olimpijskie w Braszowie |

| Godzina: 20:00 |

| 20 lutego 2013 | Czechy | 7:1 | Rumunia | Lodowisko Olimpijskie w Braszowie |

| Godzina: 20:00 |

## Faza pucharowa
Mecz o piąte miejsce
| 21 lutego 2013 | Łotwa | 11:1 | Rumunia | Lodowisko Olimpijskie w Braszowie |

| Godzina: 16:00 |

 Mecz o trzecie miejsce
| 21 lutego 2013 | Szwajcaria | 2:1 | Czechy | Lodowisko Olimpijskie w Braszowie |

| Godzina: 20:00 |

Finał
| 22 lutego 2013 | Rosja | 2:4 | Finlandia | Lodowisko Olimpijskie w Braszowie |

| Godzina: 20:00 |

## Ostateczna kolejność
| Lp.   | Drużyna    |
| ----- | ---------- |
| złoto | Finlandia  |
|       | Rosja      |
|       | Szwajcaria |
| 4     | Czechy     |
| 5     | Łotwa      |
| 6     | Rumunia    |